# Lotte Hofmann
Lotte Hofmann (* 24. Juli 1907 in Karlsruhe; † 3. November 1981 in Schwäbisch Hall) war eine deutsche Textilkünstlerin, die sich sowohl in der textilen Ausstattung zeitgenössischer Architektur, als Bühnenausstatterin wie auch als Schöpferin „textiler Bilder“ einen Namen machte.

## Leben
Lotte Hofmann ging ab 1914 gemeinsam mit ihrer Schwester Käthe auf ein Internat in Korntal-Münchingen, beendete ihre Schulausbildung aber in Stuttgart. Von 1924 bis 1930 absolvierte sie in Hamburg, Potsdam und Berlin eine Ausbildung zur Gewerbelehrerin für Kunsthandarbeit und Zeichnen, wo sie unter anderem von Hermine Urban, einer Schülerin Adolf Hölzels, unterrichtet wurde. Von 1927 bis 1930 besuchte Lotte Hofmann Abendkurse an der Privatschule Johannes Ittens in Berlin. Itten, ebenfalls ein Hölzel-Schüler und von 1919 bis 1923 Lehrer am Staatlichen Bauhaus in Weimar, sollte sie nachhaltig beeinflussen. Nach dem Kandidatenjahr als Gewerbelehrerin in Bonn schloss sie 1932 zusätzlich eine Schneiderlehre in Köln ab. Von 1932 bis 1933 leitete sie die Staatliche Schlesische Stickschule in Mittenwalde und ging dann nach Königsberg (Preußen), wo sie ihre Prüfung als Stickmeisterin ablegte und als Lehrerin an der Ostpreußischen Mädchengewerbe-Oberschule arbeitete. Nach dem Krieg verschlug es sie nach Oberrot bei Schwäbisch Hall. Dort eröffnete sie 1946 die „Werkstatt LoHo“, die sie bis zu ihrem Tod 1981 leitete. Zusammen mit ihrer Schwester gründete sie eine Stiftung zur Förderung der Textilkunst und deren öffentlichen Ansehens, die seit 1984 in unregelmäßigen Abständen den „Lotte Hofmann Gedächtnispreis für Textilkunst“ ausschließlich an Künstlerinnen und Künstler aus Deutschland verleiht.

## Werk
Lotte Hofmann beschäftigte sich in ihrer Kunst in erster Linie mit figürlichen und floralen Motiven sowie Landschafts- und Städtedarstellungen, die sie sowohl in  naturalistischen bis hin zu stark abstrahierten, geometrischen Formen als Applikationen und Stickerei auf Stoff umsetzte und dabei mit zahllosen Varianten experimentierte. Dieser offene, freie Umgang mit den unterschiedlichen Materialien und Techniken zeichnet ihr Werk aus. Charakteristisch für ihre Arbeitsweise ist die von ihr so genannte „Fleckle“-Technik, bei der kleine Quadrate mit ausgefranstem Rand, die aus bis zu 20 Stofflagen aufgebaut sein können, auf den Grundstoff appliziert sind, was zu einer für ihre Werke typischen reliefartigen Oberflächenstruktur von großer Farbintensität führte. Auch für die Stickerei und Nadelmalerei fand Lotte Hofmann eigene Ausdrucksmittel, indem sie Farben, Materialien und Techniken neuartig zum Einsatz brachte, wie vor allem die von ihr seit 1946 als Gestaltungsmittel weiterentwickelte Maschinenstickerei. Schon ihre ersten Arbeiten mit der Nähmaschine fanden große Anerkennung und ließen bedeutende öffentliche Aufträge folgen, wie beispielsweise den Bühnenvorhang für den Beethoven-Saal der Liederhalle in Stuttgart 1956. So entwickelte sie eine unverwechselbare Formensprache, den LoHo-Stil, mit dem sie zahlreiche Preise des deutschen und internationalen Kunsthandwerks gewann.

## Werke (Auswahl)

### Bühnen- und Schmuckvorhänge
- 1955–1959: Staatstheater Kassel am Friedrichplatz, Schmuckvorhang, Architekten Paul Bode und Ernst Brundig
- 1956: Liederhalle Stuttgart, Beethoven-Saal, Bühnenvorhang, Architekt Rolf Gutbrod
- 1962: Stuttgart, Württembergisches Staatstheater, Kleines Haus, Vorhang, Architekten: Hans Volkart, Kurt Pläcking und Bert Perlia
- 1965: Mainz, Rheingoldhalle, Schmuckvorhang, Architekt Heinz Laubach
- 1966–1969: Ulm, Stadttheater, Schmuckvorhang, Architekt Fritz Schäfer

### Wandteppiche
- 1970: Düsseldorf, Ballsaal des Hotels „Hilton“, drei Wandteppiche

### Ausstattung Wohnhäuser
- 1964–1965: Friedrichshafen-Spaltenstein, Villa Wagner, Architekten Kurt Schliessmann und Klaus Sihler, Ausstattung zusammen mit Fred Stelzig und Erich Hauser